# ARD-Morgenmagazin

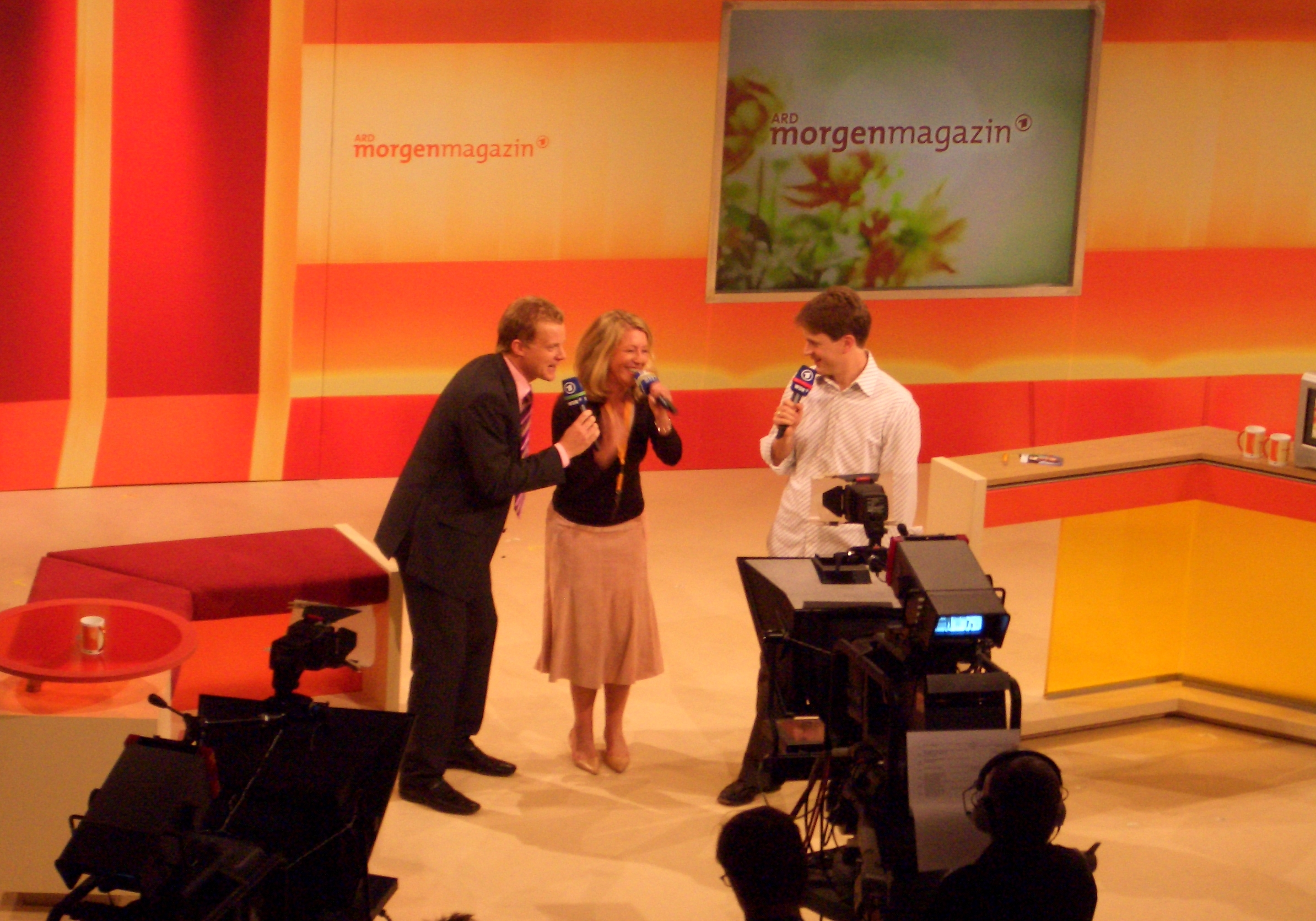
Das ARD-Morgenmagazin live von der IFA in Berlin 2005

Das ARD-Morgenmagazin ist eine im zweiwöchentlichen Rhythmus vom WDR für Das Erste produzierte morgendliche Nachrichten- und Informationssendung. Die Sendung existiert seit 1992 und wird als eines der beiden öffentlich-rechtlichen Morgenmagazine im Wechsel mit dem ZDF-Morgenmagazin live ausgestrahlt.

## Sendetermin
Die Sendung lief zunächst von 6:00 bis 9:00 Uhr. Seit 28. August 1995 startet das Frühstücksfernsehen bereits um 5:30 Uhr. Direkt im Anschluss um 9:00 Uhr folgen Kurznachrichten des jeweiligen Senders.
Die ARD strahlte 2009 das Morgenmagazin vorwiegend in den geraden Kalenderwochen aus, das ZDF in den ungeraden Wochen. Alle paar Jahre kommt es wegen einer 53. Woche zu einem Rhythmuswechsel. So sendet das ARD-Morgenmagazin seit 2021 hauptsächlich in den ungeraden Wochen. Die Sendungen laufen montags bis freitags von 5:30 bis 9:00 Uhr. Beide Schwestersendungen laufen sowohl im Ersten, im ZDF und im ARD-Nachrichtensender tagesschau24.
Darüber hinaus produziert das ARD-Morgenmagazin bei sehr wichtigen Ereignissen auch außerplanmäßige Verlängerungen der Regelsendung oder Sonderausgaben am Wochenende, z. B. anlässlich des NATO-Gipfels in Straßburg im Frühjahr 2009 oder nach der Bundestagswahl 2009. Seit dem russischen Überfall auf die Ukraine im Februar 2022 übernimmt auch der Ereigniskanal Phoenix über weite Strecken die Sendung.

## Programminhalte
Die Berichterstattung über tagesaktuelle Themen aus Politik, Gesellschaft, Kultur und Sport steht im Vordergrund des Programms. Die Redaktion des ARD-Morgenmagazins greift auf das bundes- und weltweite Korrespondentennetz der ARD zurück und hat eine eigene Hauptstadtkorrespondentin, Sabine Scholt, die regelmäßig politische Interviews aus dem ARD-Hauptstadtstudio in Berlin führt. Ergänzt wird das Programm zu jeder vollen und halben Stunde durch kurze Ausgaben der Tagesschau, die von ARD-aktuell beim NDR in Hamburg produziert wird. Ein Sportblock befindet sich jeweils am Ende einer halben Morgenmagazin-Stunde vor der Tagesschau, die ebenfalls halbstündliche Wettervorhersage läuft jeweils nach den Nachrichten.
Das ARD-Morgenmagazin bietet darüber hinaus weitere regelmäßige Themenblöcke an:
- live & unterwegs (ausführliche tägliche Live-Berichterstattung zu den verschiedensten Themen aus Gesellschaft, Politik, Forschung und Wirtschaft, meist im Inland, ab und zu aus dem Ausland)
- MOMA-Reporter (fünfminütige Reportage über politische und gesellschaftlich relevante Themen im In- und Ausland)
- Service (inkl. Chat; 4 × pro Sendung) (tägliche Experten-Interviews über Ratgeber-Themen aus allen Bereichen zu verschiedenen Themen (z. B. Recht, Haushalt, Ernährung, Garten und Gesundheit). Hier können die Zuschauer auch während der Sendung telefonisch Fragen stellen und an einem Internet-Chat teilnehmen)
- Wirtschaft (Schalte zur Börse in Frankfurt gegen 08:50 Uhr zu aktuell wirtschaftlich relevanten Themen)
- Kuturbeutel (In wöchentlicher Folge eine Filmreihe, in der Prominente ihre Empfehlungen für Bücher, Theater, Film, Ausstellungen und für andere Kulturereignisse geben)
- Kinotipp (jeden Donnerstag mit Simone Schlosser, im Falle eines Feiertags am vorhergehenden Mittwoch)
- Buchtipp (einmal pro Monat freitags mit Thomas Schindler, im Falle eines Feiertags am vorhergehenden Donnerstag)
- Zeitreise (Rückschau auf vergangene Ereignisse, Geschichten und Erfindungen)
- Abrechner (1× monatlich zum Ende des Monats, Pannen und lustige Momente aus den MOMA Moderationen zusammengestellt von Winfried Hammelmann)
- Musik live (Auftritte von Musikern aus aller Welt mit Talk auf dem Sofa)
- Sportblock (aktuelle Sportberichterstattung, siehe oben)
- Wettervorhersage (Wetterrückschau und -prognose, siehe oben)

## Geschichte

### Entstehung

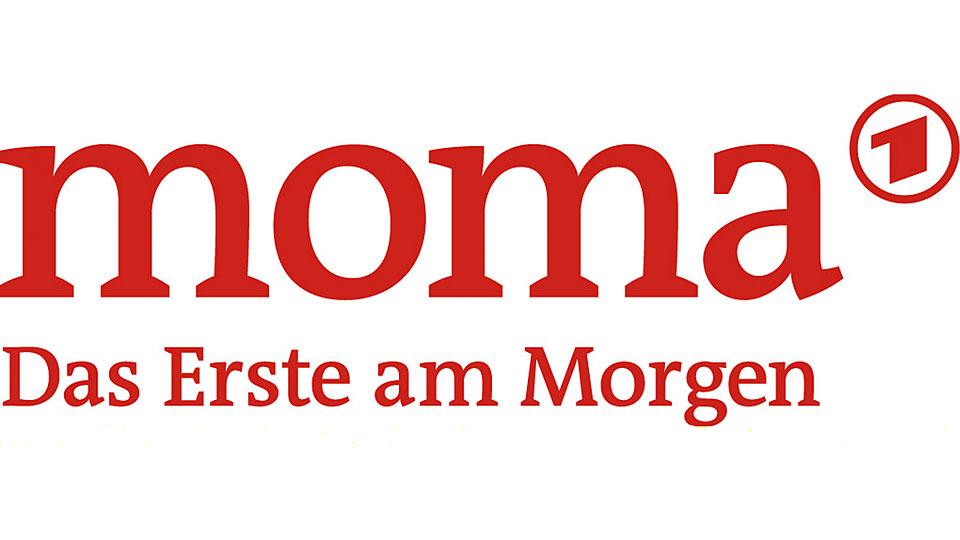
Dieses Logo wurde vor dem Rebranding 2017 verwendet.

Das ARD-Morgenmagazin ging erstmals am 13. Juli 1992 auf Sendung. Bis dahin gab es nur Frühprogramme von Sat.1 und RTL seit Ende der 1980er Jahre. Erste Frühinformationsprogramme der ARD gab es zuvor punktuell während der Olympischen Sommerspiele 1984 in Los Angeles für vier Wochen und während des Zweiten Golfkrieges für einige Monate. Ausschlaggebend für die Entscheidung von ARD und ZDF, regelmäßige Frühformate zu gründen, waren die guten Zuschauerresonanzen auf die Sondersendungen über den Golfkrieg. Damals startete ein provisorisches Frühstücksfernsehen im Ersten, das von der Redaktion ARD-aktuell Hamburg (Tagesschau, Tagesthemen) innerhalb weniger Tage ins Leben gerufen wurde und monothematisch über den Krieg berichtete. Nach vier Wochen löste der WDR mit einer Sonderredaktion das Team von ARD-aktuell ab und sendete noch weitere drei Monate eine Frühsendung, die neben den Informationen über den Golfkrieg auch schon andere Informationselemente enthielt.
ARD und ZDF vereinbarten aus wirtschaftlichen Gründen, sich ab Juli 1992 wöchentlich mit jeweils eigen produzierten Formaten am Morgen abzuwechseln, so wie es sich schon mit der Kooperation beim Mittagsmagazin bewährt hatte. Der WDR übernahm für die ARD die Gründung der Redaktion in Köln unter der Leitung von Johannes Kaul und Dieter Saldecki. Zeitgleich gründete das ZDF seine Redaktion in Berlin. Aus dem Stand heraus übernahmen ARD und ZDF die Marktführerschaft am Morgen; zurzeit erreichen sie durchschnittlich rund 22 % Marktanteil.

### Sendekonzept
Das ARD-Morgenmagazin pflegte von Beginn an speziell die Live-Berichterstattung und setzte hier Maßstäbe. Dies gilt sowohl für die Machart bei schnellen, tagesaktuellen Live-Auftritten, als auch für hintergründige Live-Reportagen aus Deutschland und aller Welt. So strahlte das ARD-Morgenmagazin im Spätherbst 1999 als erster mit einer transportablen Satelliteneinheit live Reportagen mitten aus dem Regenwald in Panama. Eine weitere Besonderheit war auch die weltweit erste Live-Sendung aus der Arktis, die im Juni 2001 unter Einsatz eines Hubschraubers und mehrerer Richtfunkstrecken zustande kam. Im Sommer 2007 gelang es dem ARD-Morgenmagazin (und damit der ARD als erster westlicher Sender überhaupt), eine ganze Woche live aus Peking und Umgebung zu senden.
Seit Oktober 2006 wird das ARD-Morgenmagazin im Breitbildformat 16:9 ausgestrahlt.

## Redaktion
Die Redaktion des ARD-Morgenmagazins gehört zum WDR und ist, organisatorisch gesehen, wegen ihrer Größe eine eigene WDR-Programmgruppe. Leiter ist Martin Hövel. In der Kölner Redaktion arbeiten feste und freie Mitarbeitende zusammen. Außerdem liefern die ARD-aktuell-Inlandsredaktionen sowie die ARD-Auslandsstudios dem ARD-Morgenmagazin Beiträge zu. Für die Produktion der täglichen dreieinhalb Stunden Sendung sind weiterhin noch Techniker, Kameraleute, Editoren, Grafiker und andere Spezialisten des WDR tätig.

## Studio
Die Kulissen des ARD-Morgenmagazins befanden sich bis zum 28. Mai 2010 im Studio C des WDR in Köln. Vom 7. Juni 2010 bis 30. September 2017 wurde aus dem Studio B gesendet. Durch den Wechsel wurden auch einige neue Elemente in das Studio aufgenommen: Die Wetterkarte wird nun auf einem großen Bildschirm angezeigt und kann vom Moderator per Hand selbst gesteuert werden. Ebenfalls neu war eine Glasscheibe, auf der die aktuellen Themen angezeigt werden. Sie funktioniert wie ein Head-Up-Display: Die Bilder wurden mit Hilfe eines Videoprojektors auf die Scheibe projiziert und durch eine eingesetzte Folie für die Kamera sichtbar gemacht. Das ARD-Morgenmagazin teilte sich das Studio mit der Sportschau.
Seit dem 9. Oktober 2017 wird das ARD-Morgenmagazin aus dem Studio A des WDR in Köln gesendet, das Design wurde komplett neu gestaltet. Das Studio weist nach wie vor eine Touchscreen-Wetterkarte auf und verfügt jetzt über fünf breite Bildschirme, die im gesamten Studio verteilt sind. Wiedererkennbar sind die typischen roten Balken des WDR (On-Air Design-Elemente), da das Studio auch für andere WDR-Sendungen wie u. a. Markt, Hier und heute, Frau tv, aber auch für die ARD-Sendung Monitor, genutzt wird.

## Moderatoren
Im Gegensatz zum ZDF-Morgenmagazin führt beim ARD-Morgenmagazin ein zweiköpfiges Moderatorenteam durch die ganze Sendung.

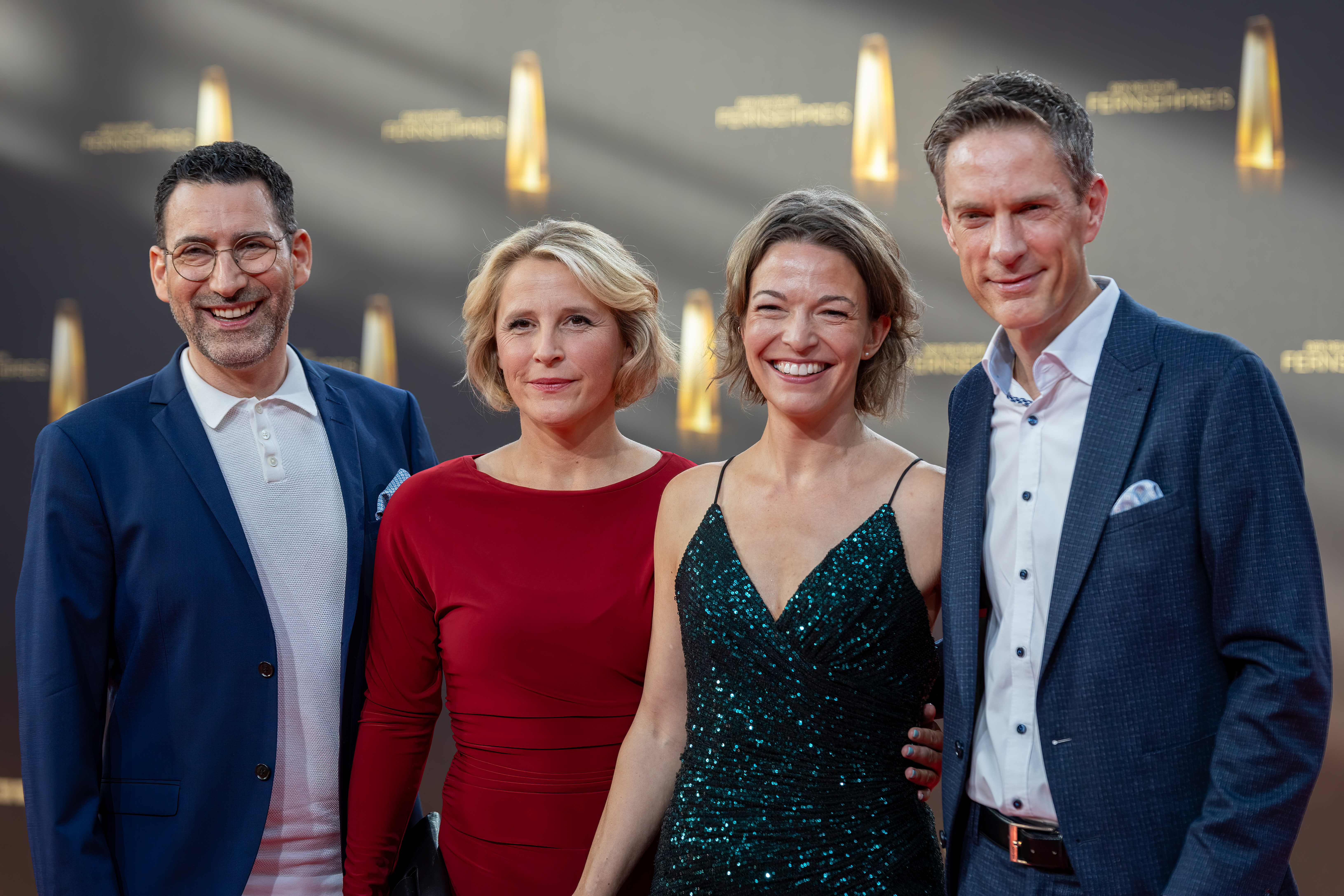
Till Nassif, Susan Link, Anna Planken und Sven Lorig beim Deutschen Fernsehpreis 2023

| Aktuelle Moderatoren  |                                          |                                  |
| Sven Lorig            | seit 2003                                | Hauptmoderator                   |
| Anna Planken          | ab 2007 Vertretung, 2010–2012, seit 2014 | Hauptmoderatorin                 |
| Till Nassif           | seit 2008                                | Hauptmoderator                   |
| Susan Link            | seit 2012                                | Hauptmoderatorin                 |
| Julia Schöning        | seit 2020                                | Vertretung                       |
| Sabine Scholt         | seit 2025                                | ARD-Hauptstadtstudio             |
| Anke Plättner         | seit 2010                                | ARD-Hauptstadtstudio, Vertretung |
| Peter Großmann        | seit 1996                                | Sport                            |
| Okka Gundel           | seit 2015                                | Sport, Vertretung                |
| Tobias Schäfer        | seit 2020                                | Sport, Vertretung                |
| Donald Bäcker         | seit 2005                                | Wetter                           |
| Stefan Laps           | seit 2023                                | Wetter, Vertretung               |
| Ehemalige Moderatoren |                                          |                                  |
| Julitta Münch         | 1992–1994                                |                                  |
| Jürgen Drensek        | 1992–1994                                |                                  |
| Johannes Kaul         | 1992–2004                                | Vertretung, Redaktionsleitung    |
| Martina Eßer          | 1994                                     |                                  |
| Judith Schulte-Loh    | 1994–1997, 2002–2004                     |                                  |
| Sven Kuntze           | 1994–1998                                |                                  |
| Inka Schneider        | 1997–2001                                |                                  |
| Peter Schreiber       | 1998–2001                                |                                  |
| Elke Bröder           | 2001–2002                                |                                  |
| Gert Scobel           | 2001–2003                                |                                  |
| Jochen Hütte          | ca. 2002                                 | Vertretung                       |
| Anne Gesthuysen       | 2002–2014                                | bis 2004 Vertretung              |
| Anja Bröker           | 2016–2019                                | Vertretung                       |
| Werner Sonne          | 2004–2012                                | ARD-Hauptstadtstudio             |
| Christiane Meier      | 2012–2018                                | ARD-Hauptstadtstudio             |
| Marion von Haaren     | 2018–2020                                | ARD-Hauptstadtstudio             |
| Michael Strempel      | 2020–2025                                | ARD-Hauptstadtstudio             |
| Rudi Cerne            | 1995                                     | Sport                            |
| Frank Meyer           | 2010–2013                                | Sport, Vertretung                |
| Charlotte Gnändiger   | 2014–2015                                | Sport, Vertretung                |
| Jörg Kachelmann       | 1992–2008                                | Wetter                           |
| Karsten Schwanke      | 1996–2006, 2011–2020                     | Wetter, 2011–2020 Vertretung     |
| Georg Haas            | 2016–2020                                | Wetter, Vertretung               |
| Silke Hansen          | 2020–2023                                | Wetter, Vertretung               |
| Thomas Ranft          | 2021–2023                                | Wetter, Vertretung               |

## Auszeichnungen und Nominierungen

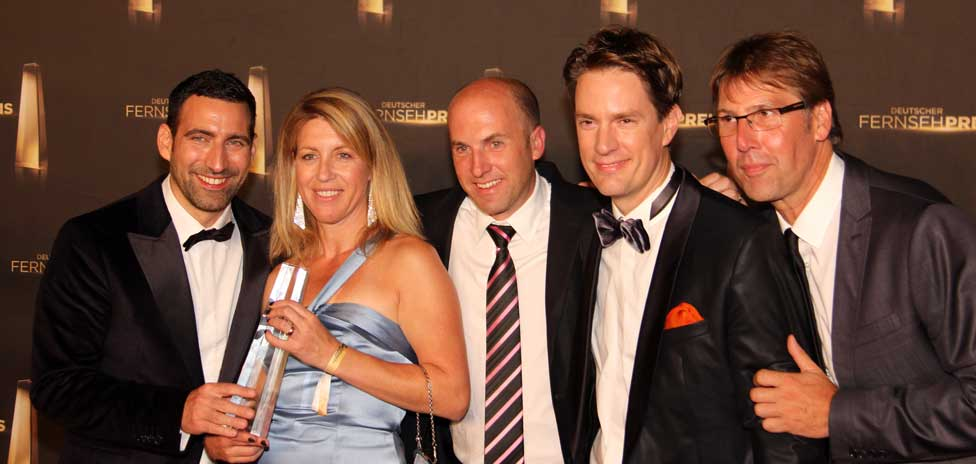
Das Morgenmagazin-Team des Preisträgers ARD-Morgenmagazin beim Deutschen Fernsehpreis 2012

| Jahr | Award                  | Kategorie                           | Ergebnis |
| ---- | ---------------------- | ----------------------------------- | -------- |
| 2012 | Deutscher Fernsehpreis | Publikumspreis: Frühstücksfernsehen | Gewonnen |

## Ehemalige externe Mitwirkende
- Thomas Kurscheid (14-täglich zu Gesundheitsthemen)
- Hademar Bankhofer

Bis 2008 trat in der Sendung regelmäßig Hademar Bankhofer als „Gesundheitsexperte“ auf. Am 24. Juli 2008 beendete der WDR die Zusammenarbeit mit ihm, da er einen bestehenden Beratervertrag mit dem Konzern Klosterfrau Healthcare Group verschwiegen und auf Nachfrage widersprüchlich geantwortet habe.

## Sonstiges

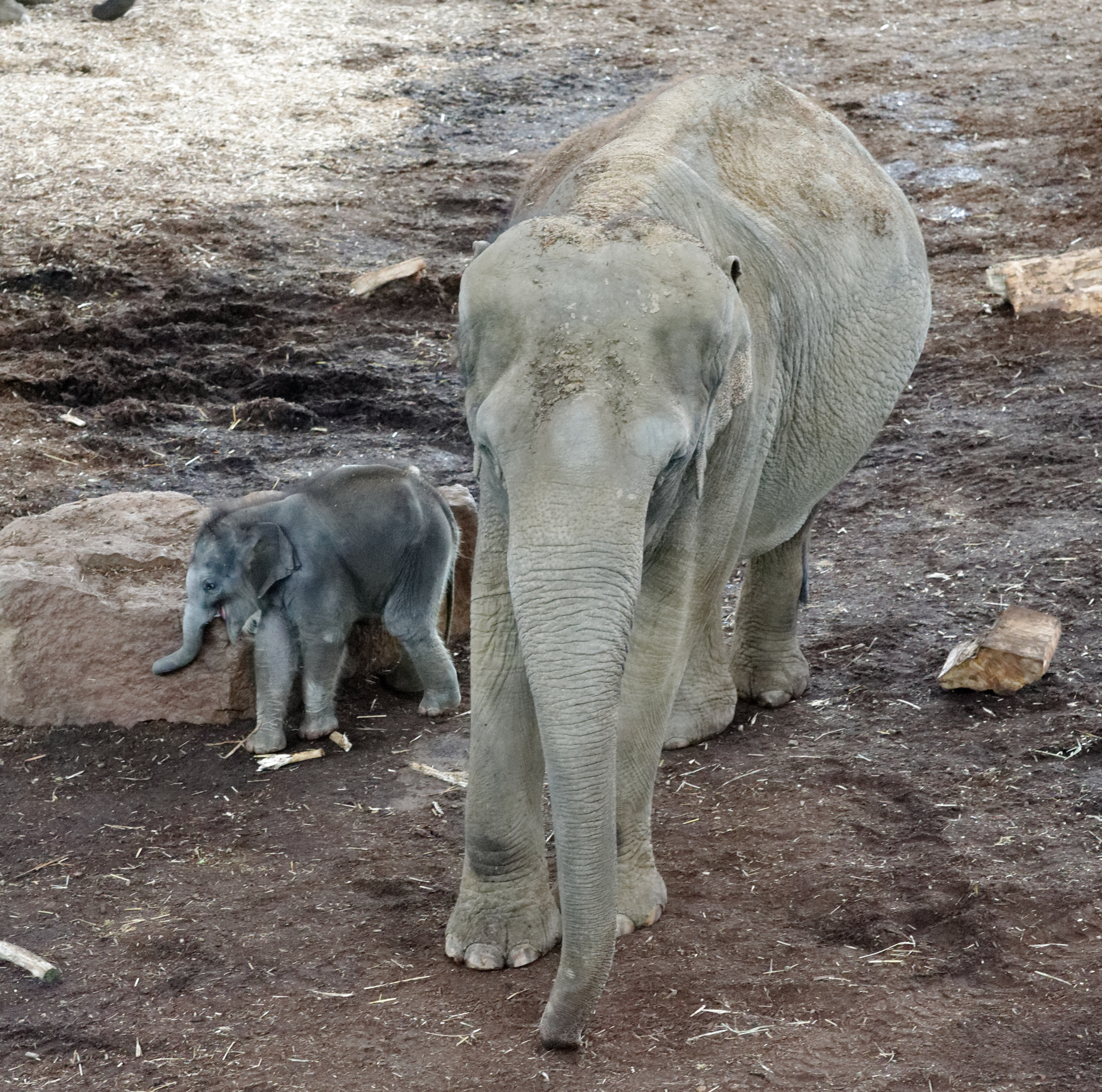
Moma mit seiner Mutter Marlar (2017)

Das Morgenmagazin der ARD hat im Kölner Zoo für den am 20. März 2017 geborenen Elefanten die Patenschaft übernommen. Das männliche Tier erhielt daher den Namen Moma.
Im Jahr 2022 wurden Anna Planken und Till Nassif von Barbara Schöneberger im Rahmen der Sendung Verstehen Sie Spaß? reingelegt.